# Província de Huambo
Huambo és una província d'Angola. Té una superfície de 35.771 km² i una població aproximada de 1.896.147 habitants segons el cens de 2014. La seva capital és Huambo. L'ètnia umbundu és la predominant de la província.
Abans de la Guerra Colonial Portuguesa era la zona més poblada de l'actual estat. Després, fou la província de Luanda la qui passà a ocupar aquest primer lloc.

## Geografia

### Situació geogràfica i comunicacions
La província d'Huambo està limitada per les províncies de Kwanza-Sud, Bié, Huila i Benguela.
Per la província hi passa el ferrocarril de Benguela (CFB), que prové del litoral (Lobito) i que va fins a la frontera amb la República Democràtica del Congo. Abans de la independència d'Angola, aquesta era la via de ferrocarril principal per l'explotació de productes miners provinents del Congo i de Zàmbia.

### Geografia física
La província té un clima tropical.
A Huambo hi ha la muntanya més alta de l'Estat Angolès, el Morro Moco, de 2.620 d'altitud. D'aquesta surten nombrosos rius i rieres en direcció al litoral i als estats veïns.

### Flora i fauna
Hi ha una flora exuberant, que inclou moltes flors, plantes comestibles, medicinals i arbres.
També té una fauna molt diversificada, que inclou tant mamífers grans com elefants, hipopòtams, rinoceronts, girafes, lleons, lleopards, antílops i llebres; com altres animals com sauris i rèptils (caimans, cobres mambes, serps de cascabell). També hi ha múltiples espècies de petits animals com aus i insectes.

## Divisió administrativa
A Huambo hi ha les següents municipalitats, que estan subdividits en 37 comunes:
- Huambo
  - Huambo: 164 poblacions, 668 km²
  - Calima: 61 poblacions, 1.348 km²
  - Chipipa: 63 poblacions, 593 km²
- Bailundo
  - Bailundo: 106 poblacions, 838 km²
  - Bimbe: 194 poblacions, 1.004 km²
  - Hengue: 123 poblacions, 1.510 km²
  - Luvemba: 214 poblacions, 2.163 km²
- Ekunha
- Caála
  - Caála: 90 poblacions, 729 km²
  - Calenga: 52 poblacions, 389 km²
  - Catata: 74 poblacions, 1.090 km²
  - Cuima: 116 poblacions, 1.472 km²
- Catchiungo (abans, Bela Vista)
  - Catchiungo: 66 poblacions, 645 km²
  - Chinama: 51 poblacions, 1.445 km²
  - Chiumbo: 82 poblacions, 857 km²
- Ekunha
  - Ekunha: 80 poblacions, 797 km²
  - Chipeio: 67 poblacions, 880 km²
- Londuimbale
  - Londuimbale: 71 poblacions, 589 km²
  - Alto Hama: 69 poblacions, 781 km²
  - Cumbila: 34 poblacions, 305 km²
  - Ngalanga: 66 poblacions, 608 km²
  - Ussoque: 25 poblacions, 415 km²
- Longonjo
  - Longonjo: 60 poblacions, 790 km²
  - Catabola: 36 poblacions, 585 km²
  - Chilata: 57 poblacions, 880 km²
  - Lepi: 57 poblacions, 660 km²
- Mungo
  - Mungo: 139 poblacions, 3.500 km²
  - Cambuengo: 127 poblacions, 1.900 km²
- Tchicala Tcholohanga (abans, Vila Nova)
  - Tchicala Tcholoanga: 93 poblacions, 1.025 km²
  - Sambo: 177 poblacions, 1.450 km²
  - Samboto: 87 poblacions, 1.300 km²
- Tchinjenje
  - Tchinjenje: 54 poblacions, 500 km²
  - Chiaca: 57 poblacions, 300 km²
- Ukuma (abans, Cuma)
  - Ukuma: 97 poblacions, 750 km²
  - Cacoma: 82 poblacions, 500 km²
  - Mundundo: 55 poblacions, 350 km²

## Economia
- Agricultura: cítrics, batata, batata dolça, arroç, fesols, blat, horticultura. També es produeix per a l'exportació (sobretot batata i mill). Produeix el 22% dels cereals d'Angola.
- Ramaderia:bovina, caballar, caprina, ovina i porcina.
- Silvicultura.
- Mineria: manganès, diamants, tungstè, ferro, or, plata, coure i minerals radioactius.

## Llengües
- Umbundu